# Lavandería industrial

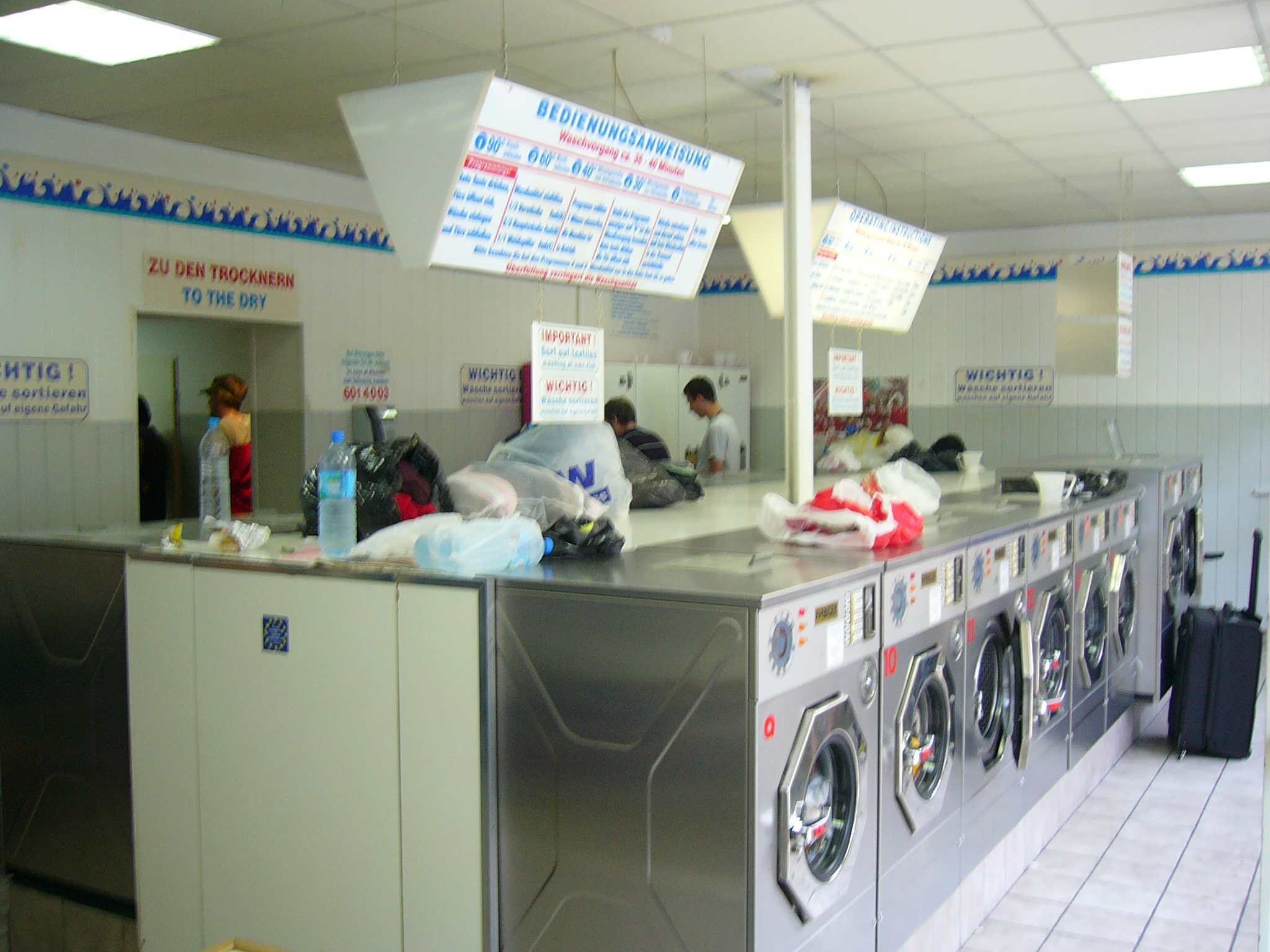
Interior de una lavandería de autoservicio en Alemania

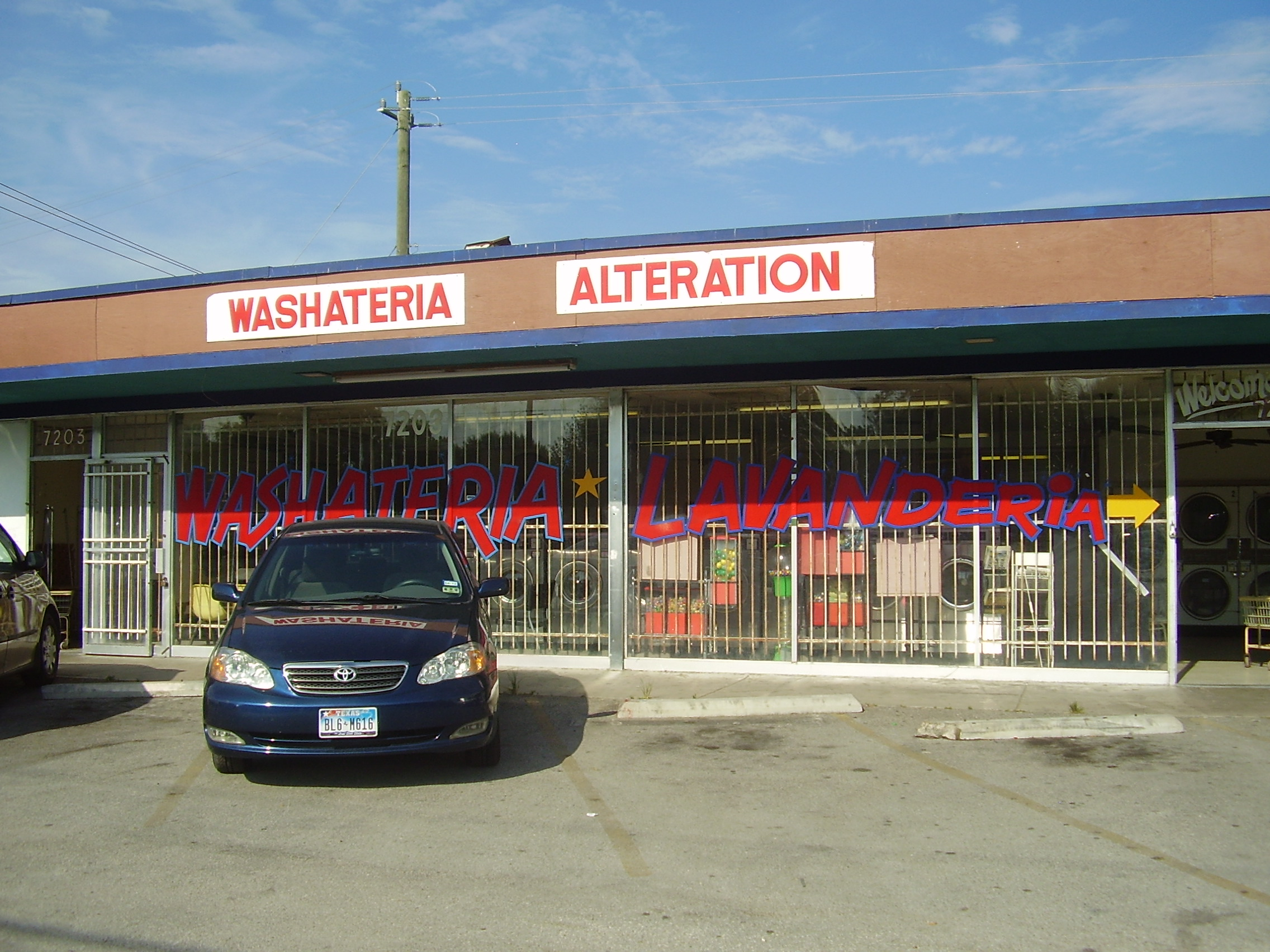
Una lavandería en Houston, Texas, Estados Unidos

Una lavandería es un negocio donde se limpia la ropa, comúnmente se emplea agua y detergentes.
Los tipos de lavanderías más comunes se clasifican en:
- pequeñas lavanderías
- lavanderías industriales
- lavanderías autoservicio

La lavandería pequeña suele realizar la limpieza de la ropa de particulares, la industrial suele trabajar para clientes más grandes como serían hoteles, restaurantes, hospitales, etc y la lavandería autoservicio es la que tiene máquinas que se usan por sus clientes poniendo monedas para su uso.